# Lille Syd

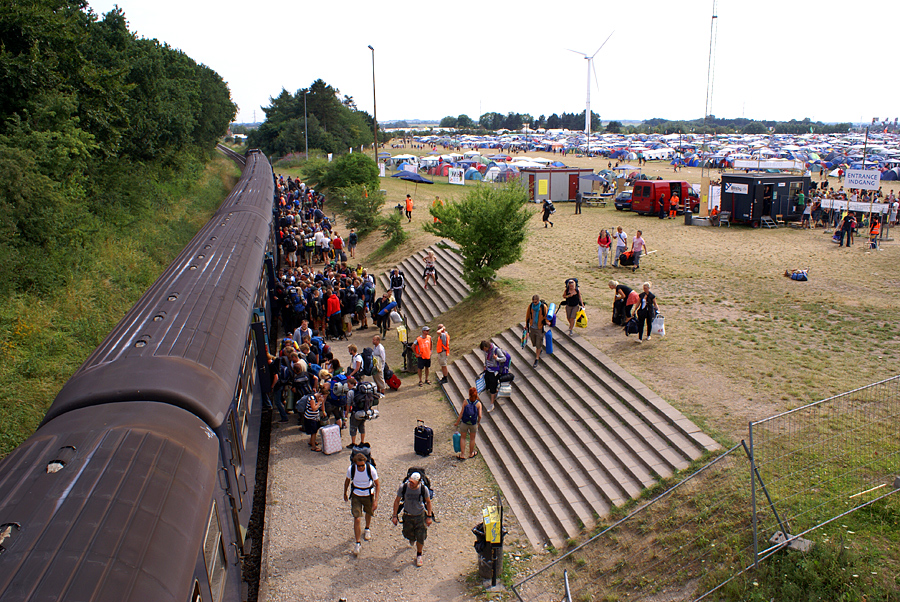
Roskilde Festival station.

Lille Syd är en statsägd järnväg i Danmark som går mellan Roskilde och Næstved via Køge.
Banan är enkelspårig och räknas idag som en lokalbana och saknar idag ATC och är inte heller elektrifierad(den korta sträckan Køge–Ølby har S-baneelektrifiering). Idag bedriver DSB lokaltågstrafik på banan med halvtimmestrafik större delen av dygnet. Dessa utgör en del av Köpenhamns Re-tåg, ett av två pendeltågssystem i regionen.

## Historia
Banan var ursprungligen en del av Sydbanen, banan till södra Sjælland, invigd 1870. Senare, 1924, drogs Sydbanen istället via Ringsted och Næstved.
Sträckan Køge–Næstved elektrifierades med beslut 2012 och klart mars 2019.

## Framtidsplaner
Eftersom banan saknar ATC och har en ganska dålig standard trots relativt tät trafik, så beslutades det 2008 att banan kommer att vara en av de första i Danmark som får det nya tågkontrollsystemet ERTMS. Detta har försenats ganska mycket och förväntas i drift på denna bana 2020.
Eftersom en ny huvudlinje, Köpenhamn–Køge–Ringsted byggts (klar 2019), och för att huvudbanan Ringsted–Rødby ska elektrifieras, blir sträckan Køge-Næstved i framtiden en genväg för tågen mot Nykøbing Falster och senare Hamburg.